# Анока (Миннесота)
Анока (англ. Anoka) — город в штате Миннесота, США. Он является административным центром округа Анока. В 2010 году в городе проживало 17 142 человека.

## Географическое положение
По данным Бюро переписи населения США город имеет общую площадь в 18,67 км² (17,35 км² — суша, 1,32 км² — вода). Анока расположен на слиянии рек Рам и Миссисипи.

## История
Отец Льюис Хеннепин впервые посетил окрестности будущего города Анока в 1680 году. До XIX века территория города принадлежала индейцам дакота, а затем оджибве. Название поселения произошло от слов на дакота A-NO-KA-TAN-HAN, означающего «на обоих берегах реки», и на оджибве ON-O-KAY, означающего «работающие воды». Первые поселенцы появились в 1844 году. В 1854 году была открыта первая водяная мельница на реке Рам. В 1886 году открылась картофельная фабрика. Примерно в это время также функционировала обувная фабрика. В 1898 году было решено построить в Аноке госпиталь.

## Население
| Год переписи | Нас.  |  | %±     |
| ------------ | ----- |  | ------ |
| 1880         | 2766  |  | —      |
| 1890         | 4252  |  | 53,7%  |
| 1900         | 3769  |  | −11,4% |
| 1910         | 3972  |  | 5,4%   |
| 1920         | 4972  |  | 25,2%  |
| 1930         | 4287  |  | −13,8% |
| 1940         | 6426  |  | 49,9%  |
| 1950         | 7396  |  | 15,1%  |
| 1960         | 10562 |  | 42,8%  |
| 1970         | 13298 |  | 25,9%  |
| 1980         | 15634 |  | 17,6%  |
| 1990         | 17192 |  | 10%    |
| 2000         | 18076 |  | 5,1%   |
| 2010         | 17142 |  | −5,2%  |
| 2016         | 17400 |  | 1,5%   |

По данным переписи 2010 года население Аноки составляло 17 142 человека (из них 49,8 % мужчин и 50,2 % женщин), в городе было 7060 домашних хозяйств и 4202 семьи. На территории города было расположено 7493 постройки со средней плотностью 401 постройка на один квадратный километр суши. Расовый состав: белые — 88,0 %, афроамериканцы — 4,7 %, азиаты — 1,8 %, коренные американцы — 1,0 %.
Население города по возрастному диапазону по данным переписи 2010 года распределилось следующим образом: 21,9 % — жители младше 18 лет, 4,0 % — между 18 и 21 годами, 60,4 % — от 21 до 65 лет и 13,7 % — в возрасте 65 лет и старше. Средний возраст населения — 37,6 лет. На каждые 100 женщин в Аноке приходилось 99,1 мужчин, при этом на 100 совершеннолетних женщин приходилось уже 96,8 мужчин сопоставимого возраста.
Из 7060 домашних хозяйств 59,5 % представляли собой семьи: 40,6 % совместно проживающих супружеских пар (15,5 % с детьми младше 18 лет); 13,7 % — женщины, проживающие без мужей и 5,2 % — мужчины, проживающие без жён. 40,5 % не имели семьи. В среднем домашнее хозяйство ведут 2,34 человека, а средний размер семьи — 2,95 человека. В одиночестве проживали 32,2 % населения, 11,8 % составляли одинокие пожилые люди (старше 65 лет).

## Экономика
В 2016 году из 14 132 человек старше 16 лет имели работу 8439. При этом мужчины имели медианный доход в 46 111 долларов США в год против 36 150 долларов среднегодового дохода у женщин. В 2014 году медианный доход на семью оценивался в 64 808 $, на домашнее хозяйство — в 48 850 $. Доход на душу населения — 27 539 $ в год.